# الثراء في الولايات المتحدة
يتم قياس الثراء في الولايات المتحدة في الدول بشكل عام من حيث القيمة الصافية، وهي مجموع جميع الأصول، بما في ذلك القيمة السوقية للعقارات، مثل المنزل ة، مطروحًا منها جميع الخصوم. الولايات المتحدة هي أغنى بلد في العالم.

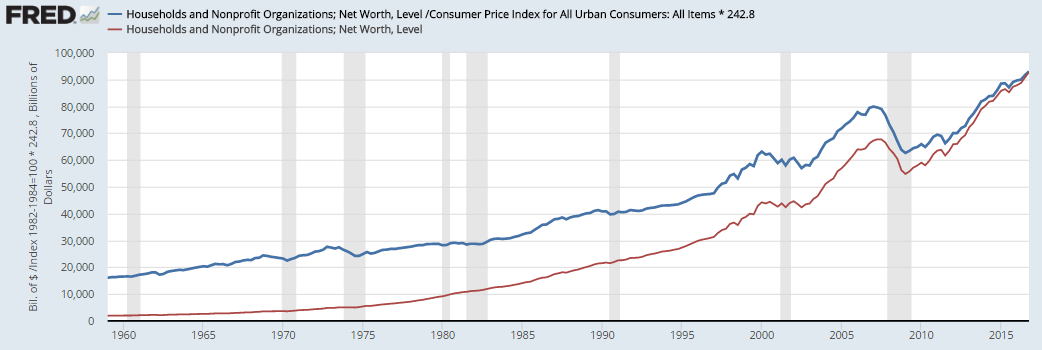
الثروة المنزلية في الولايات المتحدة والثروة الصافية غير الربحية 1959 - 2016، الاسمية والحقيقية (2016). وصلت إلى مستوى قياسي بلغ 93 دولارًا في الربع الرابع من عام 2016

على سبيل المثال، تملك أسرة منزلًا بقيمة 800,000 دولار، و 5,000 دولار في صناديق الاستثمار المتبادلة، و30،000 دولار في السيارات، و20،000 دولار من الأسهم في شركاتهم الخاصة، و 45,000 دولار أمريكي للجيش الجمهوري الإيرلندي، سيكون لديها أصول مجموعها 900,000 دولار. بافتراض أن هذه الأسرة ستحصل على قرض عقاري بقيمة 250,000 دولار، و40،000 دولار في قروض السيارات، و10 آلاف دولار من ديون بطاقات الائتمان، فإن ديونها ستبلغ 300,000 دولار. طرح الديون من قيمة أصول هذه الأسرة (900,000 - 300,000 دولار = 600,000 دولار)، هذه الأسرة لديها قيمة صافية قدرها 600,000 دولار. يمكن أن تختلف القيمة الصافية مع التقلبات في قيمة الأصول الأساسية.
وكما يتوقع المرء، فإن الأسر ذات الدخل الأكبر تتميز بأعلى قيمة صافية، على الرغم من أن الدخل المرتفع لا يمكن اعتباره مؤشرا دقيقا دائما على القيمة الصافية. بالإضافة إلى ذلك، فإن موزعة بشكل غير متساوٍ، حيث تمتلك 25٪ من الأسر الأمريكية الأكثر ثراءً نسبة 87٪  من الثروة في الولايات المتحدة، والتي بلغت 54.2 تريليون دولار في عام 2009.
وقد ارتفعت القيمة الصافية لمؤسسة الأسر الأمريكية وغير الربحية من 44.2 تريليون دولار في الربع الأول من عام 2000 إلى ذروة ما قبل الركود التي بلغت 67.7 تريليون دولار في الربع الثالث من عام 2007. ثم انخفضت من 13.1 تريليون دولار إلى 54.6 تريليون دولار في الربع الأول من عام 2009 بسبب أزمة الرهن العقاري،
ثم ارتفعت باستمرار إلى 86.8 تريليون دولار في الربع الرابع من عام 2015. وهذا يعادل ضعف مستوى عام 2000.

## وصلات خارجية
- "Wealth Gap" - A Guide (أسوشيتد برس – January, 2014).